# Ржавки
Ржавки (ранее посёлок ВНИИПП) — посёлок городского типа в Московской области России. Входит в городской округ Солнечногорск, относится к территориальному управлению Ржавки-Менделеево в рамках администрации городского округа.
Население — 4562 чел. (2024 год).

## География
Расположен на федеральной автотрассе М10 «Россия», в 20 км к северо-западу от Московской кольцевой автомобильной дороги. В посёлке есть школа, детский сад, библиотека, больница, стадион.

## История
Посёлок вырос при экспериментальной базе «Всероссийского научно-исследовательского института птицеперерабатывающей промышленности». Изначальное название посёлка было по названию института — ВНИИПП. В 1964 году сюда из Москвы был перебазирован и сам институт, были выстроены лабораторный корпус, экспериментальные предприятия — механический и птицеперерабатывающий заводы, производственно-экспериментальная птицефабрика. Значительно расширился и сам населённый пункт.
В апреле 1997 года на территории Искровского сельского округа Солнечногорского района была зарегистрирована деревня Новые Ржавки, а посёлок ВНИИПП переименован в посёлок Ржавки. Оба населённых пункта были выведены из состава Искровского сельского округа и объединены в Ржавский сельский округ с административным центром в посёлке Ржавки. Название дано по снесённой деревне Ржавки, находившейся в нескольких километрах юго-восточнее и вошедшей в состав города Зеленограда (первые упоминания об этой деревне относят к XVI веку).
14 сентября 2004 года посёлок Ржавки и деревня Новые Ржавки были объединены в единый населённый пункт — посёлок Ржавки, с присвоением ему статуса посёлка городского типа (рабочего посёлка), при этом Ржавский сельский округ был упразднён.
С 2005 до 2019 года рабочий посёлок образовывал городское поселение Ржавки Солнечногорского муниципального района (площадью 7,28 км²).
С 2019 года Ржавки входят в городской округ Солнечногорск, в рамках администрации которого относятся к территориальному управлению Ржавки-Менделеево.

## Транспорт
Автобус 390 маршрута ("Мострансавто") связывает посёлок с Зеленоградом и станцией МЦД «Зеленоград-Крюково».

## Население
| 2002  | 2009  | 2010  | 2012  | 2013  | 2014  | 2015  |
| ----- | ----- | ----- | ----- | ----- | ----- | ----- |
| 4118  | ↘4095 | ↘4038 | ↗4726 | ↗4803 | ↗4980 | ↗5031 |
| 2016  | 2017  | 2018  | 2019  | 2020  | 2021  | 2023  |
| ↘4996 | ↘4949 | ↘4858 | ↘4820 | ↘4739 | ↗4842 | ↘4618 |
| 2024  |       |       |       |       |       |       |
| ↘4562 |       |       |       |       |       |       |